# Aglauro Ungherini
Aglauro Ungherini (ur. 22 listopada 1847 w San Marino, zm. 9 listopada 1934 w Serra San Quirico) – włoski polonofil, tłumacz polskiej poezji.
Początkowo był nauczycielem, później zaś pracował jako redaktor pisma „Lucifero” i był księgarzem w Turynie i Weronie. Uczył się języka polskiego, gdyż chciał czytać dzieła polskich romantyków w oryginale. Przez wiele lat prowadził korespondencję z synem Mickiewicza – Władysławem.
Przetłumaczył na włoski: Ojca zadżumionych Słowackiego, Dziady i Konrada Wallenroda Mickiewicza, Marię Malczewskiego, Zamek kaniowski Goszczyńskiego.